# María del Monte
María del Monte Tejado Algaba, pseud. María del Monte (ur. 26 kwietnia 1962 w Sewilli) – hiszpańska śpiewaczka specjalizująca się w sevillanach i piosenkach andaluzyjskich, jest także prezenterką radiową i telewizyjną. 

## Życiorys
Po wygraniu konkursu telewizyjnego Gente joven (Młodzi ludzie) nagrała swoją pierwszą płytę. Druga, zatytułowana Cántame sevillanas (Śpiewaj mi sevillany) wkrótce stała się hitem, doczekała się 3 platynowych płyt. Najbardziej znaną piosenką była Cántame (Śpiewaj mi), której treść mówi o pielgrzymce do El Rocío. Szczyt popularności przypadł na okres zwany Boom de las sevillanas. W miarę wydawania kolejnych płyt śpiewaczka stała się ulubienicą publiczności i zaczęła być określana jako "Reina de las sevillanas" (Królowa sevillan) (tytuł jednej z płyt). 
Poza działalnością artystyczną jako śpiewaczka sevillan i piosenek andaluzyjskich, María del Monte jest prezenterką radia i telewizji.
 W latach 1993–1994 występowała w programie Vamos juntos (Idźmy razem) w radiu Canal Sur Radio. W 1995 zaczęła pracować w telewizji, dla programu trzeciego w cotygodniowym programie Quédate con la copla (Zostań z piosenką). Współpracowała z programami Gente joven (Młodzi ludzie) w TVE w 1982, Los debates de Hermida (Debaty Hermidy) w Antena 3 Televisión (2000), oraz Show de Flo w La Sexta.
 W TVE była prezenterką La canción de mi querer (Moja ulubiona piosenka), Esa copla me suena (Znam tę piosenkę) (1998), Especial Feria de Abril (Reportaż z Jarmarku Kwietniowego).
 W 2000 przeszła do stacji Canal Sur Televisión i współpracowała z Cántame (Śpiewaj mi) (2000), Contigo (Z tobą) (do 2002), zapowiadała letnie programy oraz Nochebuena flamenca (Wigilia flamenco) (2003), w 2004 występowała w Especial de Nochebuena (Wigilijny program specjalny), rok później pracowała dla Forty (Federacja Autonomicznych Stacji Radiowych i Telewizyjnych) w programie Shalakabula.
 Zapowiadała festiwale wiosenne, np. 10 años de Rocío (10 lat Rocío) i program specjalny Rocío Jurado, rok później brała udział w konkursie TVE Mira quien baila (Patrz, kto tańczy) w 2005, i zapowiadałą swój codzienny program na Canal Sur Televisión: La tarde con María (Popołudnie z Maríą).
W połowie lat 90. przyjaźniła się z piosenkarką Isabel Pantoja. 

## Dyskografia
- Cántame sevillanas (1988)
- Besos de luna (1989)
- Acompáñame (1989)
- Al Alba (1991)
- Ahora (1991)
- Con el Alma (1992)
- Reina de las sevillanas (1993)
- He Intentado Imaginar (1996)
- Cartas de Amor (1998)
- Digan lo que digan (1998)
- Antología de las Sevillanas volumen I (1999): El Dolor Del Amor, Yo Siempre Fui Con Triana, Sevilla Eterna, Porque Te Llamas Rocío, Sobre Los Cristales, Tu Me Haces Llorar, El Desamor, Tiempo detente, Todo Termina En La Vida, Necesito hablarte, Sueña La Margarita, El Adiós
- Antología de las Sevillanas volumen II (2000): Y Se Amaron Dos Caballos, Silencio, Que también Es De Sevilla, La Historia De Una Amapola, Perdónala, Yo Soy Del Sur, Pasa La Vida, Así Es Triana, La Flor Del Romero, Fue Tu Querer, Solano De Las Marismas, Cántame
- Con otro aire (2002): Cuando Llore Mi Guitarra, No Te Vayas Nunca (Si Te Vas),	Nostalgia, Que Nadie Sepa Mi Sufrir, Procuro olvidarte, Háblame del mar marinero, Algo De Mí, En Un Rincón Del Alma, A Ti, Comiénzame A Vivir, Y Te Vas, Si Supieras
- Cosas de la vida (2003): Viva mi Andalucía, Sevillanas de colores, El embarque de ganado, Suspiros de mujer, Agua pasada, Campanitas, Carmen de los pinares, Un halcón y una paloma, Sevillanas de Triana, Cosas de la vida, Mi amor no tiene nombre, Una oración rociera
- Olé, Olé (2004): Dame Otra Oportunidad, Amores Son Como Flores, Tirititando, Lo Prohibido, La Misma Sevilla, Tiene Dolores, Rosita Sotomayor, Otra Vez, Amores Bandoleros, Esa Niña, Salve Rociera del Olé, La Falsedad
- Un Chaparrón (2006): Un Chaparrón chaparrón, He Vuelto A Mi Ciudad, Tierra De Pastores, Dame Tus Espinas, Tierra De Por Medio, Nada Es Eterno, Que El Relente Viene Frío, Farolita De Tu Calle, Lo Que Tú No Quieres, La Falda De Carolina, Tumismo Lo Verás, Peligro
- Como te echo de menos (2011)